# San Crispolto
Crispolto, anche Crispolito o Crispoldo (in latino: Crispoltus, a volte Cryspolitus, Chrysopolitus, Crispoldus) (... – Bettona, I secolo), venerato come un martire cristiano del I secolo, è il santo patrono di Bettona, di cui sarebbe stato il primo vescovo.

## Agiografia
Secondo una leggendaria Passio del XII secolo, Crispoldo era nativo di Gerusalemme e uno dei Settanta discepoli; nell'anno 58 fu inviato in Italia da Pietro a predicare il Cristianesimo. Giunto in Umbria, operò dei miracoli. Fu consacrato vescovo di Bettona da San Brizio, che era vescovo di Massa Martana.
Crispoldo cominciò a predicare il Cristianesimo nella sua diocesi, ma venne arrestato dai soldati romani. Fu processato davanti al prefetto Asterio e invitato a sacrificare agli dei romani. Crispoldo si rifiutò e fu ucciso dopo essere stato torturato.
Allo stesso tempo, un uomo di nome Baronzio veniva decapitato per essere cristiano. La sorella di Crispoldo, Tutela, insieme ad altre dodici donne, cercò di seppellire Crispoldo e Baronzio, ma furono arrestate e messe a morte: si dice che il loro martirio sia avvenuto il 12 maggio.

## Culto
Sul luogo del martirio di Crispoldo fu costruita una cappella dedicata alla Madonna mentre il culto del vescovo martire si propagò rapidamente.
Volendo i fedeli di Bettona avere il corpo del loro santo dentro le mura della città, costruirono una grande chiesa in suo onore che fu consacrata dal vescovo Guido di Bettona nel 1225. Detta chiesa, poi intitolata a Santa Maria Maggiore, nel 1256 passò dai benedettini ai francescani che la restaurarono nel 1266 e poi nel 1797.
Nel 1226 gli abitanti di Bettona si impadroniscono delle reliquie di S. Crispolto scapito di Assisi. Le reliquie di Crispoldo riposano in un'urna in una cappella a Santa Maria Maggiore. Sempre a Bettona si trova una chiesa dedicata al santo, appunto la Chiesa di San Crispolto.